# Dieckmann-condensatie
De Dieckmann-condensatie is een chemische reactie, vernoemd naar de Duitse chemicus Walter Dieckmann (1869–1925). Het is een intramoleculaire condensatiereactie van een dicarbonzuurester tot een cyclische β-keto-ester, dit is een cyclische verbinding met een keto- en een estergroep die gescheiden worden door één koolstofatoom:
De Dieckmann-condensatie wordt gekatalyseerd door een base. Ze is verwant aan de Claisen-condensatie, die een intermoleculaire condensatiereactie is tussen twee esters. Het reactiemechanisme is ook analoog aan dat van de Claisen-condensatie.
Uit de β-keto-ester kan de corresponderende cyclische keton (in het voorbeeld: cyclopentanon) vervaardigd worden door hydrolyse van de estergroep gevolgd door decarboxylering. Deze weg wordt gevolgd voor de synthese van onder andere civeton en andere cyclische ketonen.